# Благодійний Фонд «Розвиток»
Благодійний фонд інформаційних та освітніх ініціатив «Розвиток» є українською благодійною, недержавною, неприбутковою організацією, що створена в м. Мукачево (Закарпатська область).

## Загальна інформація про фонд
Благодійний фонд інформаційних та освітніх ініціатив «Розвиток» є благодійною, недержавною, неприбутковою і некомерційною організацією.
Співробітники Благодійного фонду «Розвиток» позиціонують себе мультикультурною командою молодих професіоналів, які є правозахисниками, юристами, педагогами, психологами, перекладачами, фотожурналістами, фізиками, програмістами і просто студентами-волонтерами.
Співробітники фонду є членами асоціації незалежних моніторів, членами Громадської Ради з дотримання прав людини при Мукачівському міськвиконкомі, членами міжвідомчої координаційно-методичної ради з правової освіти населення Мукачево, членами коаліції «Трудові відносини» (USAID), членами асоціації юристів України.
На підставі договорів Благодійний фонд «Розвиток» співпрацює з українськими та закордонними громадськими організаціями, благодійними фондами, університетами та школами, міськими радами Закарпатської області та іншими установами та організаціями.

### Місія
Місія фонду — навчити людей самостійно захищати свої інтереси і права, спільно знаходити ефективні шляхи рішення і домагатися поставлених цілей.

## Напрямки діяльності

### Мукачівський правозахисний центр
Робота «Мукачівського правозахисного центру» покликана виявити правові потреби мешканців міста Мукачево. Поліпшити життєве становище людей, що проживають в умовах бідності та соціально-правової ізоляції. Маючи можливість отримувати безкоштовну правову допомогу, бідні люди нарешті зможуть отримати можливість користуватися законом, правовою системою та юридичними послугами, що призведе до їх соціального розвитку та правової захищеності.
Головне завдання «Мукачівського правозахисного центру» (який працює за підтримки Міжнародного фонду «Відродження») не просто допомогти людям у вирішенні їх соціально-правових проблем, а й навчити їх захищати свої законні інтереси та права самостійно. «Мукачівський правозахисний центр» надає безкоштовну допомогу у вигляді юридичної консультації з таких соціально-правових питань як: трудові відносини, захист права власності, доступ до правосуддя, бездіяльність органів місцевого самоврядування та правоохоронних органів, підготовка та аналіз правових документів, роз'яснення законодавства та підготовка позовних заяв, скарг та інформаційних запитів, соціальні виплати, спадкові, сімейні, комунальні, житлові та земельні питання, шлюборозлучний процес і аліменти, консультування з питань відкриття власної справи, захист прав споживачів.

### Допомога ромському населенню
Працюючи з бідними та соціально-незахищеними громадянами, юристи Центру намагаються приділяти особливу увагу ромському населенню, як найбільш вразливій категорії громадян нашого регіону. За офіційними даними в Закарпатті проживає близько 16-18 тисяч ромів. Однак громадські організації називають іншу цифру — набагато більшу — понад 100 000.
Через критично низький рівень освіти та інформованості, ромське населення повністю дезінтегроване від нормального життя. Переважна більшість ромського населення є неписьменним або мають початковий рівень освіти. Згідно зі статистикою, сьогодні початкову освіту отримують лише 20-30% дітей-ромів, а більша їх частина взагалі не закінчує школу. Що стосується вищої освіти — її отримують одиниці. Але без елементарних документів діти не можуть йти в дитячі садки і школи, а без паспортів, дорослі люди не можуть влаштуватися на роботу. Більшість ромів не розуміються на тому, як і де можна отримати життєво необхідні документи, тому повністю перебувають у замкненому колі.

### Моніторинг місць несвободи
На сьогодні в Україні близько 5500 закладів, які не можна покинути з власної волі і де є підвищена ймовірність порушення прав людини. Всього в таких установах міститься близько мільйона людей.
У рамках «Національного превентивного механізму» працівники Благодійного фонду «Розвиток» здійснює моніторинг дотримання прав людини в місцях несвободи — інтернатних закладах Закарпаття. Це дитячі будинки, загальноосвітні школи-інтернати всіх типів і форм власності, загальноосвітні школи соціальної реабілітації, професійні училища соціальної реабілітації, а також будинки дитини, центри медико-соціальної реабілітації дітей.
Зовнішній контроль місць несвободи може викликати стрімкий вплив на державні органи, які не хочуть бути розкритиковані ззовні і можуть, при відсутності такого зовнішнього контролю, вважати, що їх ніколи не притягнуть до відповідальності за їхні дії. Моніторинг дозволяє незалежним експертам безпосередньо знайомитися, без свідків і посередників, з тим як поводяться з позбавленими волі людьми, а також з умовами утримання їх під вартою.
Відвідування місць несвободи особами, які не пов'язані з цими установами, можуть стати важливим джерелом моральної підтримки для осіб, позбавлених волі. Системні відвідування здатні «відкрити» місця позбавлення волі для широкої громадськості та змінити ставлення суспільства до людей, які знаходяться в таких місцях.

### Медіація
Медіація — це метод врегулювання позасудового вирішення спорів із залученням третьої, нейтральної сторони — медіатора, який допомагає виробити угоду щодо суперечки.
Медіатор — це третя, нейтральна і незацікавлена в суперечці сторона. Мета медіації — знайти рішення, яке задовольнить обидві сторони. На відміну від суду в медіації не шукають «правого» і «винуватого», медіація спрямована на пошук згоди і знаходження найоптимальнішого рішення, яке задовольнить обидві сторони.
Медіація є особливо цінною, коли ваш спір стосується іншої людини, з яким — за власним бажанням або за певними обставинами — ви повинні залишатися в хороших відносинах. Це можуть бути члени вашої родини, колеги, ділові партнери, сусіди чи інші особи, з якими у вас є постійні особисті або ділові відносини. Саме вирішення суперечки без руйнування відносин — є головним принципом медіації, тому що судові позови в кінцевому підсумку псують відносини назавжди.
Працівники Благодійного фонду «Розвиток» надають безкоштовні послуги з медіації в наступних областях:
- Сімейні спори
- Конфлікти на роботі
- Медіація в освіті
- Міжкультурні конфлікти

### Протидіянасильствуіторгівлі людьми
Закарпаття знаходиться в унікальному географічному місці — поблизу чотирьох кордонів і є своєрідним мостом між Україною та Європою. Закарпаття — це регіон України, де живуть люди, найбільш постраждалі від безробіття і нелегального виїзду за кордон.
Не меншою проблемою в нашому суспільстві є насильство в сім'ї, про який, як правило, не говорять. Культурні та релігійні традиції ще більше посилюють боротьбу з насильством. Співробітники Благодійного фонду проводять освітні семінари та тренінги з метою підвищення обізнаності про проблему торгівлі людьми та насильства в сім'ї, як серед дітей, молоді, дорослого покоління, які є потенційними жертвами, так і серед фахівців, що працюють у сфері захисту прав людини, а також в напрямку гендерної рівності та протидії гендерно-обумовленого насильства.
Важливою частиною роботи Благодійного фонду «Розвиток» є тісна співпраця з органами місцевої влади, правоохоронними органами, а також мережею організацій громадянського суспільства по всій території України в реалізації програм спрямованих на запобігання торгівлі людьми та запобігання насильства в сім'ї.

### Наставництво
Згідно з офіційною статистикою в Україні перебуває майже 900 інтернатних установ, 128 000 дітей-сиріт та дітей, позбавлених батьківського піклування, з них 17% — це безпритульні (щорічно кількість сиріт в Україні збільшується на 10 — 15 тисяч). Кожна друга дитина-сирота притягувалася до кримінальної відповідальності, кожна шоста живе на вулиці, менше ніж 2% з них закінчують вищі навчальні заклади.
Благодійний фонд «Розвиток» реалізує проєкт «Наставництво», який спрямований на здійснення соціальної опіки, допомоги та наставництва соціально незахищених категорій дітей та молоді, дітей, які залишилися без батьківського піклування, дітей-сиріт та дітей, позбавлених батьківського піклування з метою подолання їх життєвих труднощів, збереження та підвищення їх соціального статусу.
Головна мета проєкт «Наставництво» — через спілкування з волонтером-наставником надати дитині можливість придбати необхідні навички та знання, необхідні для успішної соціалізації після виходу з дитячого будинку, школи інтернату. Зокрема, створити умови для прийняття дитиною цінностей життя, розвитку, визначення власних цілей, допомогти створити адекватний можливостям і умовам спосіб життя, а також забезпечити правову грамотність дитини.

## Публікації
- Ромофобія — дискримінаційне явище
- Моніторинг житлово-побутових умов в яких проживають роми[недоступне посилання з червня 2019]
- Еженедельник 2000. Табор никуда не уходит
- У Мукачеві погодили спільні проекти між міськрадою та Благодійним фондом "Розвиток" [Архівовано 4 березня 2016 у Wayback Machine.]